# Árchez
Árchez és un municipi d'Andalusia, a la província de Màlaga. Limita: al N i O amb Canillas de Albaida, a l'E amb Cómpeta i al S i O amb Sayalonga.
El nucli de població està situat junt al riu Sayalonga o Algarrobo i sobre la falda de les serralades Tejeda i Almijara, a 435 msnm. És a 21 km de Vélez-Málaga i a 52 km de Màlaga. És travessat pel riu Sayalonga ó Algarrobo, el rierol Cortijuelo i la séquia Corumbela, que fins a mitjans del segle xix fou un municipi independent.

## Història
Árchez, igual que molts pobles d'Andalusia té les seves arrels en un passat morisc, potser originàriament era una alqueria. En 1487, les tropes cristianes dels Reis Catòlics conquistaren la zona, passant la vila de Árchez juntament amb les de Canilles de Aceituno, Corumbela, Algarrobo i Salares al senyoriu de Diego Fernández de Còrdova, que després fou Marquès de Comares. El Marquesat de Comares, al qual pertanyia la vila de Árchez, procedeix del canvi de la vila de Comares, que va donar nom al marquesat, per la de Sedella, segons real cèdula de la reina Joana I de Castella de 20 de desembre de 1512. A la fi del segle xix, la fil·loxera va escombrar els camps de vinyes del terme municipal. Durant el segle xx, Árchez va sofrir una forta pèrdua de població, passant de 858 habitants en 1920 a 353 en 2001.